# Undués de Lerda
Undués de Lerda község Spanyolországban,  Zaragoza tartományban. Undués de Lerda Sos del Rey Católico, Sangüesa, Yesa, Sigüés és Urriés községekkel határos. Lakosainak száma 55 fő (2024).

## Népesség
A település népessége az utóbbi években az alábbiak szerint változott:
| Lakosok száma | 46   | 60   | 64   | 71   | 76   | 56   | 59   | 50   | 52   | 55   |
|               | 2001 | 2004 | 2007 | 2009 | 2012 | 2014 | 2017 | 2019 | 2022 | 2024 |